# Alice Jackson
Alice Jackson (* 28. Dezember 1958) ist eine ehemalige US-amerikanische Sprinterin.
Bei den Panamerikanischen Spielen 1983 in Caracas siegte sie in der 4-mal-100-Meter-Staffel und der 4-mal-400-Meter-Staffel.
1987 wurde sie bei den Leichtathletik-Hallenweltmeisterschaften in Indianapolis Vierte über 200 m.
1989 wurde sie US-Hallenmeisterin über 200 m.

## Persönliche Bestzeiten
- 200 m: 22,87 s, 8. Mai 1988, Columbus
  - Halle: 23,52 s, 6. März 1987, Indianapolis
- 400 m: 51,14 s, 28. März 1987, Gainesville